# Нижнє Ольгово
Нижнє Ольгово (рос. Нижнее Ольгово) — присілок Велізького району Смоленської області Росії. Входить до складу Будницького сільського поселення.
Населення — 16 осіб (2007 рік). 